# バラクラヴァ
バラクラヴァ (ウクライナ語、ロシア語:Балаклава,クリミア・タタール語:Балыкълава,英語:Balaklava) は、クリミア半島南西岸の町である。黒海に面す。
行政上は、クリミア自治共和国に属さない特別市セヴァストポリ内の4ラヨン（区）の1つである。
バラクラヴァはウクライナ語・ロシア語での発音に基づくカナ表記で、クリミア・タタール語での発音はBalıqlava で、それにより忠実なカナ表記をするとバルクラヴァが近い。

## 歴史
古代ギリシャによりシンボロン (Συμβολον, Symbolon) として建設され、商業都市となった。
中世にはビザンチン帝国のヤンボリ (Yamboli) となった。
1365年にはジェノヴァ共和国のチェンバロ (Cembalo) となり交易都市として繁栄した。
1475年にはオスマン帝国のバルクラヴァ (Balıklava) となった。この名はトルコ語で「魚の巣」を意味する。
1783年、クリミア全土がロシア帝国領となった。
1854年、クリミア戦争中のバラクラヴァの戦いにより世界的に知られるようになった。
ソ連時代には、原子力潜水艦の秘密基地があった（1993年廃港）。